# 拉瓦拉叙罗什福尔
拉瓦拉叙罗什福尔（法語：La Valla-sur-Rochefort，法語發音：[la vala syʁ ʁɔʃfɔʁ]，意为“罗什福尔上方的拉瓦拉”）是法国卢瓦尔省的一个市镇，位于该省西部，属于蒙布里松区。

## 地名
与通常在法语地名中表示“在……河畔”之意的“sur”不同，该地名La Valla-sur-Rochefort中的“sur”意为“在……上方”，表示名为拉瓦拉（La Valla）的该地与罗什福尔（Rochefort）的位置关系，并以“罗什福尔上方的拉瓦拉”之名区分其他的“拉瓦拉”，且事实上在该地附近也并无“罗什福尔河”存在。

## 地理
拉瓦拉叙罗什福尔（45°45'33"N, 3°51'8"E）面积8.98 平方千米，位于法国奥弗涅-罗讷-阿尔卑斯大区卢瓦尔省，该省份为法国中南部省份，北起顺时针与索恩-卢瓦尔省、罗讷省、伊泽尔省、阿尔代什省、上盧瓦爾省、多姆山省和阿列省接壤。
与拉瓦拉叙罗什福尔接壤的市镇（或旧市镇、城区）包括：下圣瑞斯特、沙尔马泽勒-让萨尼耶尔。
拉瓦拉叙罗什福尔的时区为UTC+01:00、UTC+02:00（夏令时）。

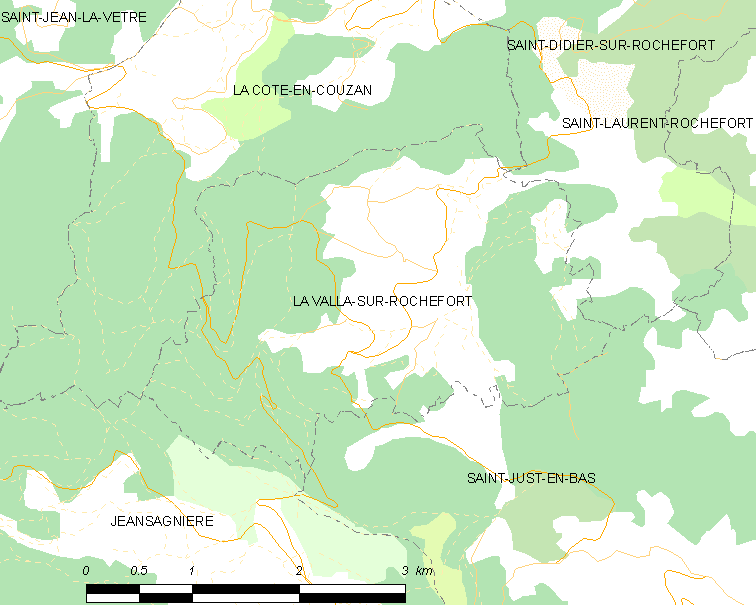
拉瓦拉叙罗什福尔的OSM定位图

## 行政
拉瓦拉叙罗什福尔的邮政编码为42111，INSEE市镇编码为42321。

## 政治
拉瓦拉叙罗什福尔所属的省级选区为利尼翁河畔博安县。

## 交通
卢瓦尔省省道D44线、D110线和D110.1线经过境内。

## 人口

1962-2008年间拉瓦拉叙罗什福尔人口变化图示

拉瓦拉叙罗什福尔于2022年1月1日时的人口数量为103人。